# Do Lado do Avesso
Do Lado do Avesso é o quinto álbum ao vivo e primeiro DVD-coletânea da cantora brasileira Cássia Eller, lançado em dezembro de 2012 como uma das homenagens aos 50 anos que a cantora completaria.
A apresentação ao vivo contida neste álbum, do show Luz do Solo, foi gravada originalmente em 23 de junho de 2001 no Credicard Hall, São Paulo, e traz gravações ainda inéditas comercialmente, como: "Espaço", de Vitor Ramil; "Eu Sei", de Renato Russo; "Diamante Verdadeiro", de Caetano Veloso; uma faixa instrumental de sua autoria até então inédita, "Do Lado do Avesso" (título batizado pelo filho da cantora, Chico Chico), entre outras. Apenas um músico acompanha a cantora durante a apresentação, e em apenas uma faixa: o saxofonista Fábio Meneghesso em "You’ve Changed", de Bill Carey e Carl Fischer.
A versão em DVD inclui os melhores momentos da cantora no palco, que são vídeos extraídos de seus DVDs anteriores, escolhidos pelo filho da cantora e pelo produtor Rodrigo Garcia.

## Faixas
| CD             |                                                |         |  |
| N.º            | Título                                         | Duração |  |
| 1.             | "Gatas Extraordinárias"                        | 3:27    |  |
| 2.             | "Cherokee Louise" (inédita)                    | 3:51    |  |
| 3.             | "Maluca"                                       | 2:36    |  |
| 4.             | "All Star"                                     | 3:37    |  |
| 5.             | "Relicário"                                    | 3:53    |  |
| 6.             | "Vila do Sossego"                              | 4:16    |  |
| 7.             | "Queremos Saber"                               | 3:10    |  |
| 8.             | "Espaço" (inédita)                             | 2:55    |  |
| 9.             | "Eu Sei" (inédita)                             | 2:37    |  |
| 10.            | "Luz dos Olhos"                                | 4:30    |  |
| 11.            | "Do Lado do Avesso" (inédita; instrumental)    | 2:08    |  |
| 12.            | "1° de Julho"                                  | 5:13    |  |
| 13.            | "You’ve Changed" (inédita)                     | 5:15    |  |
| 14.            | "I Ain’t Got Nothing But The Blues" (inédita ) | 6:27    |  |
| 15.            | "Diamante Verdadeiro" (inédita)                | 2:22    |  |
| 16.            | "Pro Dia Nascer Feliz"                         | 2:27    |  |
| 17.            | "Eleanor Rigby"                                | 3:35    |  |
| Duração total: | Duração total:                                 | 54:00   |  |

| DVD (show inédito + melhores momentos ao vivo) | |         |  |
| N.º                                            | Título | Duração |  |
| 1.                                             | "Gatas Extraordinárias" | 3:27    |  |
| 2.                                             | "All Star" | 3:37    |  |
| 3.                                             | "Vila do Sossego" | 4:16    |  |
| 4.                                             | "Queremos Saber" | 3:10    |  |
| 5.                                             | "Espaço" | 2:55    |  |
| 6.                                             | "Luz dos Olhos" | 4:30    |  |
| 7.                                             | "Do Lado do Avesso" | 2:08    |  |
| 8.                                             | "1º de Julho" | 5:13    |  |
| 9.                                             | "You've Changed" (feat. Fábio Meneghesso)                                                                                  | 5:15    |  |
| 10.                                            | "I Ain't Got Nothing But The Blues"                                                                                        | 6:27    |  |
| 11.                                            | "Diamante Verdadeiro" | 2:22    |  |
| 12.                                            | "Eleanor Rigby" | 3:35    |  |
| 13.                                            | "Try a Little Teenderness" (faixa extraída do DVD Violões)                                                                 |         |  |
| 14.                                            | "Rubens" (faixa extraída do DVD Violões)                                                                                   |         |  |
| 15.                                            | "Woman is the Nigger of the World" (faixa extraída do DVD Com Você... Meu Mundo Ficaria Completo ao Vivo)                  |         |  |
| 16.                                            | "Maluca" (faixa extraída do DVD Com Você... Meu Mundo Ficaria Completo ao Vivo)                                            |         |  |
| 17.                                            | "Relicário" (feat. Nando Reis; faixa extraída do DVD Álbum MTV: Cássia Eller)                                              |         |  |
| 18.                                            | "O Segundo Sol" (feat. Nando Reis; faixa extraída do DVD Álbum MTV: Cássia Eller)                                          |         |  |
| 19.                                            | "Non Je ne Regrette Rien" (faixa extraída do DVD Acústico MTV: Cássia Eller)                                               |         |  |
| 20.                                            | "Todo o Amor que Houver Nessa Vida" (faixa extraída do DVD Acústico MTV: Cássia Eller)                                     |         |  |
| 21.                                            | "Smells Like Teen Spirit" (feat. Chico Chico e Aurélio Kauffmann; faixa extraída do DVD Rock in Rio: Cássia Eller ao Vivo) |         |  |
| 22.                                            | "Come Together / Corpo de Lama" (feat. Nação Zumbi; faixa extraída do DVD Rock in Rio: Cássia Eller ao Vivo)               |         |  |